# Vinpocetina
La vinpocetina (conocido también como apovincaminato de etilo) (marcas comerciales: Cavinton, Intelectol) es un fármaco semisintético con el código ATC o Sistema de Clasificación Anatómica, Terapéutica, Química N06BX18 (psicoanalépticos), que se deriva del alcaloide vincamina, un extracto de la planta Vinca minor. Químicamente es el etiléster del ácido apovincamínico. La vinpocetina fue primera aislada de la planta en 1975 por el químico húngaro Csaba Szántay. La producción en masa del fármaco sintético se inició en 1978 por parte de la compañía farmacéutica húngara de Richter Gedeon.
Se ha constatado que la vinpocetina incrementa el flujo sanguíneo cerebral y tiene efecto neuroprotector. En la Europa del Este se utiliza para el tratamiento de trastornos cerebrovasculares y deterioro de la memoria asociada al envejecimiento.
La vinpocetina no está aprobada en los Estados Unidos para su uso farmacéutico, y se vende como suplemento dietético. Se comercializa ampliamennte como vasodilatador y como agente nootropo para incrementar la memoria y el metabolismo cerebral. La vinpocetina es un potente agente antiinflamatorio que puede tener una potencia terapéutico en el tratamiento de la enfermedad de Alzheimer.

## Efectos farmacológicos
La vinpocetina posee un efecto similar a la papaverina cuando llega a los receptores del músculo liso de los vasos sanguíneos y se sabe que actúa en elementos musculares del sistema circulatorio mejorando la circulación cerebral en virtud de la vasodilatación que ejerce a ese nivel. Una de sus acciones es mejorar el aprovechamiento del oxígeno y la glucosa a nivel cerebral y ayuda a evitar la deformación de los eritrocitos. También inhibe la agregación plaquetaria.
Estudios efectuados en humanos han demostrado que con la administración de la vinpocetina el gasto cardíaco y la presión arterial medias permanecen sin cambio, en tanto que la resistencia cerebrovascular disminuye de manera importante y la fracción cerebral del gasto cardíaco se eleva marcadamente.
La dosis del fármaco debe individualizarse, sobre todo si se utilizan tranquilizantes u otros vasodilatadores dado que puede ocurrir hipotensión de grado variable según el peso y la altura del paciente.
A partir de 2003 sólo tres ensayos clínicos probaron cierta eficacia para tratar problemas de memoria en adultos. Sin embargo, una revisión Cochrane determinó que los resultados eran inconcluyentes en este sentido.

## Farmacocinética
La vinpocetina tiene acción inhibitoria sobre la enzima fosfodiesterasa y evita la captación de adenosina por los eritrocitos. Se ha encontrado en estudios que en el hombre, el 60% del fármaco administrado por vía oral llega a la circulación sistémica con una vida media en el suero de 6 horas. La concentración plasmática óptima de la sustancia activa es de 10 a 20 ng/ml.

## Precauciones importantes
La vinpocetina debe evitarse en personas con hipersensibilidad al fármaco, mujeres embarazadas o que se encuentren lactando.

## Reacciones secundarias
En algunas personas puede presentarse una baja moderada de la presión sanguínea, taquicardia y extrasístoles. Pueden aparecer náuseas en algunas personas también. Un efecto molesto esperado es la prolongación del tiempo de excitabilidad ventricular (intervlo Q-T).